# هيذر ريسمان
هيذر ريسمان هي عاملة إجتماعية كندية، ولدت في 28 أغسطس 1948 في مونتريال في كندا.